# Хорват, Даниэль (актёр)
Даниэль Хорват (венг. Horváth Daniel; род. 25 января 1989, Кировск, Мурманская область) — российский актёр венгерско-еврейского происхождения. На сегодняшний день постоянно проживает в Барселоне, Каталония (Испания). Снимался в различных художественных фильмах и телевизионных сериалах. Говорит на нескольких языках, включая английский, русский, испанский и каталанский.

## Биография

### Юность
Даниэль родился в России в городе Кировск Мурманской области 25 января 1989 года. Его мать, Валентина Хорват, родом из Венгрии, а отец, Андрей Панченко, из России. Он венгерско-еврейского происхождения.
Окончил 8 классов школы в России, где жил до 14 лет, после чего переехал в Русскую школу-пансион на Мальте (RBSM) для получения полного среднего образования. Во время пребывания на Мальте развивал актёрские способности, принимая участие в школьных спектаклях. В возрасте 17 лет переехал жить в Барселону (Испания), где поступил в международную школу бизнеса ESEI. Также получил степень бакалавра бизнеса, администрирования и экономики в Стаффордширском университете в Великобритании.
Даниэль изучал актёрское мастерство в академии драматического искусства Нанки Туньон и Жорди Оливейры в Барселоне. В 2014 году также прошёл курсы актёрского мастерства в Лос-Анджелесе (США) и начал работать с Ларри Моссом.

### Карьера
С 19 лет участвовал в передаче Toma cero y a Jugar на испанском телеканале «Telecinco» с Давидом Муро, после чего снялся в сериале «Аида» в роли шведского юноши Хенрика.

В 2010 году Даниэль снялся в роли русского героя Дмитрия в сериале «La Riera» на телеканале RTV Каталонии. Менеджер актёра в Мадриде — Рамон Пиласес — привёл Даниэля в 2014 году на большой экран в полнометражный фильм «Камикадзе» Алекса Пины и позднее в проект «Lazarus» Матео Хиля.
Даниэль Хорват был приглашён на Каннский кинофестиваль в 2015 году как главный актёр короткометражного фильма «Washakie y el chico de las manos mojadas» режиссёров Эрика Монтеагудо и Орио Пеньяльверса.

В 2015 году Даниэль вошёл в состав Международного жюри кинофестиваля FILMETS Badalona Film Festival, вместе с Исоной Пассолой, президентом l’Acadèmia del Cinema Català.
В 2016 году актёр участвует в сериале телеканала Antena 3 «В поисках Севера» и в полнометражном фильме «Amaranth» режиссёра Марка Шоонмакера.

## Фильмография

### Телевидение
| Год  | Название                   | Оригинальное название | Телеканал | Примечания        |
| ---- | -------------------------- | --------------------- | --------- | ----------------- |
| 2013 | Аида                       | Aída                  | Telecinco | 1 эпизод          |
| 2014 | На берегу реки             |                       | TV 3      | 3 эпизода         |
| 2016 | В поисках Севера           | Buscando el norte     | Антенна 3 | 4 эпизода — Юрген |
| 2019 | Оптимисты. Карибский сезон |                       |           |                   |
| 2021 | Святой                     | Santo                 |           | Ивар Беккен       |
|      |                            | Now and Then          |           | Даниэль           |

### Фильмы
| Год  | Название                         | Оригинальное название                    | Режиссёр                         | Роль              |
| ---- | -------------------------------- | ---------------------------------------- | -------------------------------- | ----------------- |
| 2014 | Камикадзе                        | Kamikaze                                 | Алекс Пина                       | регистратор       |
| 2015 | Вашакие                          | Washakie y el chico de las manos mojadas | Эрик Монтеагудо, Орио Пеньяльвер | Дэн, ковбой       |
| 2015 | Встреча с зеркалом               | Encounter with a Mirror                  | Херман де Диего                  | Марлон            |
| 2016 | Проект Ласаро                    | Proyecto Lazaro                          | Матео Хиль                       | хирург            |
| 2016 | Савант                           | Savant                                   | Хави Арагус                      | Ник               |
| 2017 | Амарант                          |                                          | Марк Шунмейкер                   | Андрей            |
| 2017 | Кровавый стрим                   | Framed                                   | Марк Мартинес Хордан             | Морис             |
| 2017 | Влияние                          | Impacto                                  | Эктор Романсе                    | Сигур             |
| 2017 |                                  | Exile                                    | Хавьер Руль                      | Ville             |
| 2018 | Шоу                              |                                          | Ян Коунен                        | Карл              |
| 2018 |                                  | Yo, Monstruo                             | Пако Руис Домингес               | протагонист       |
| 2018 |                                  | Flotando                                 | Франки Де Леонардис              |                   |
| 2019 | Райские холмы                    | Paradise Hills                           | Элис Уоддингтон                  | 1 фаворит         |
| 2019 | Преимущества путешествия поездом | Ventajas de viajar en tren               | Ариц Морено                      | Игорь (2 мужчина) |
| 2019 | Эдуард Суровый. Слёзы Брайтона   |                                          | Роман Новиков                    | Говард Кэмпбелл   |
| 2019 |                                  | Blood Metal Revenge                      | Эрнест Десумбила                 | Handsome          |
| 2021 |                                  | El frío que quema                        | Санти Трульенке                  | Ларс              |
|      |                                  | Manifest                                 | Марио Карбахоса                  | He                |
|      |                                  | Pyramiden                                |                                  |                   |

### Театр
| Год  | Название             | Режиссёр       |
| ---- | -------------------- | -------------- |
| 2013 | Время и семья Конвей | Дж. Б. Пристли |

### Короткометражные фильмы
- 2009 — В славу падшей — UAB
- 2010 — Магический Порошок — ESCAC
- 2010 — Нестабильный — Международный университет Каталонии
- 2010 — Дар «любовник» — UACE
- 2011 — Закон — ESCAC
- 2012 — Адвокат дьявола — адвокат Мойзес. ESCAC
- 2012 — Раздел 8 — ESCAC
- 2012 — Джимми Karont — ITES
- 2013 — Гамлет. Bande a Part.
- 2016 — Скрепление кровью. Режиссёр — Хавьер Руль
- 2018 — Я, монстр. Режиссёр — Пако Руис
- 2018 — Порыв. Режиссёр — Хавьер Руль
- 2019 — Flotando. Режиссёр — Франки Де Леонардис